# Optische Ergänzung

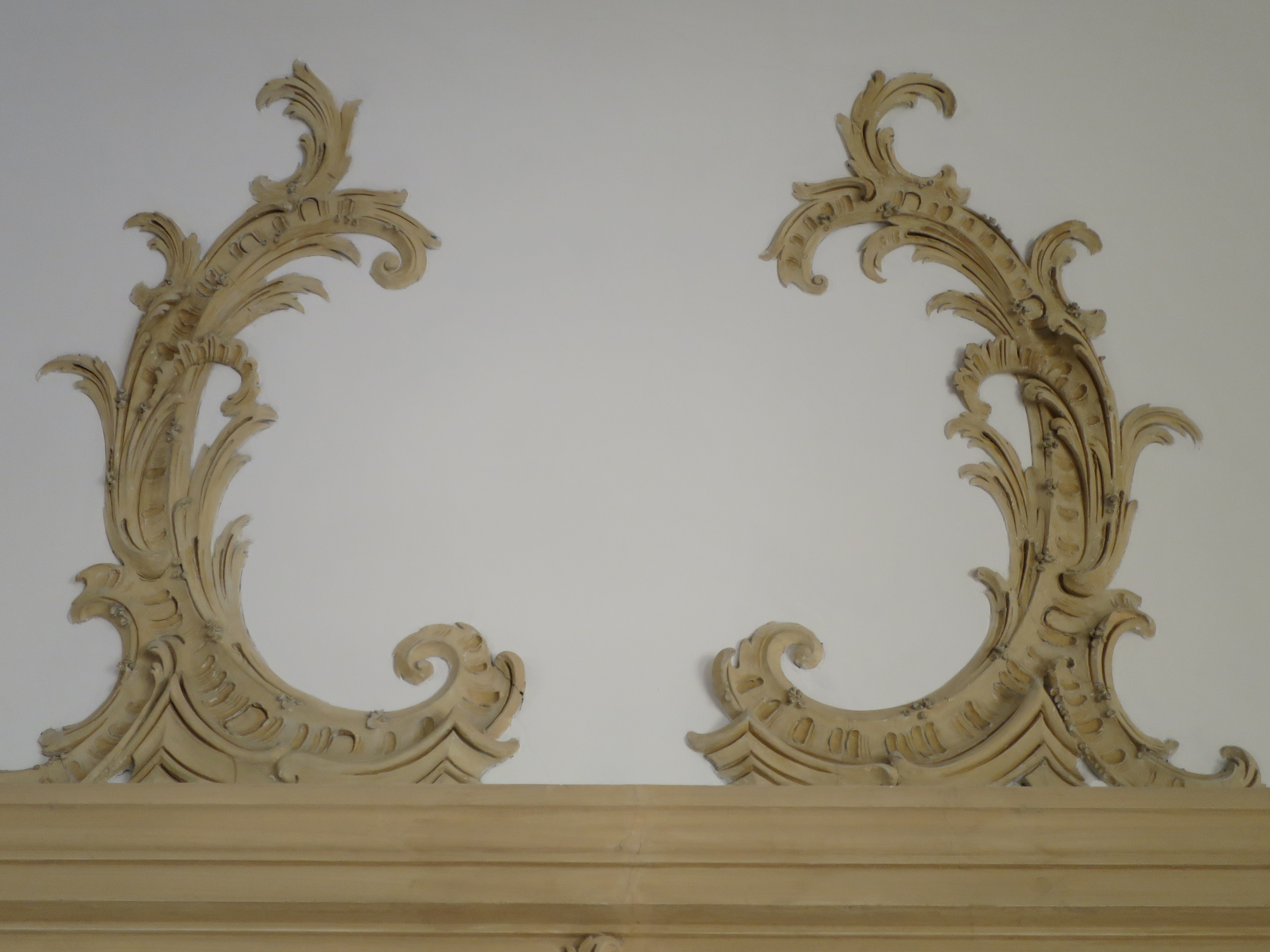
Rocaille-Stuck, Reformierte Kirche Hinwil: Erst zusammen sind die beiden Dekorationselemente symmetrisch

Eine optische Ergänzung ist eine besondere Form, Symmetrie herzustellen, die besonders im Rokoko eingesetzt wurde.
Symmetrie entsteht bei der optischen Ergänzung dadurch, dass zwei paarig angeordnete Kunstwerke oder Dekorationselemente, die in sich selbst jeweils asymmetrisch sind, so gestaltet wurden, dass sie erst durch ihre Platzierung zueinander eine Symmetrie ergeben. Die Symmetrieachse verläuft dabei außerhalb des Einzelstücks und kann auch mit anderen Achsen, z. B. Raumachsen, zusammenfallen.